# لنز کانن ئی‌اف-اس ۶۰میلی‌متر اف/۲٫۸ ماکرو یواس‌ام
لنز کانن ئی‌اف-اس ۶۰میلی‌متر اف/۲٫۸ ماکرو یواس‌ام (به انگلیسی: Canon EF-S 60mm f/2.8 Macro USM lens) نام لنز دوربین عکاسی از نوع ثابت است که توسط شرکت کانن تولید می‌شود. فاصلهٔ کانونی این لنز ۶۰ میلی‌متر، دیافراگم آن دارای ۷ تیغه و ضریب اف آن اف ۲٫۸ تا اف ۳۲ است. این لنز در ژانویه ۲۰۰۴ میلادی تولید و عرضه شده‌است.